# Host (film)
Pour plus de détails, voir Fiche technique et Distribution.
Pour les articles homonymes, voir Host.
Host est un film d'horreur britannique sorti en 2020. Il s'inscrit dans le genre du found footage. Il est réalisé par Rob Savage qui signe aussi le scénario avec l'aide de Gemma Hurley et Jed Shepherd. Le film est diffusé en exclusivité sur la plateforme de SVOD Shudder à partir du 30 juillet 2020. 

## Synopsis
Durant le confinement imposé à la suite de l'épidémie de COVID-19, un groupe d'amis met en place des appels en visioconférence quotidiens sur Zoom pour rester en contact. Pour l'appel de cette semaine, Haley engage une médium, Seylan, pour animer une séance. Un membre du groupe d'amis, Teddy, quitte intentionnellement l'appel car sa petite amie Jenny n'arrête pas de venir l'interrompre. Durant la séance une des membres, Jemma, souhaite rentrer en contact avec un ami, Jack, qui s'est suicidé. Seylan se retrouve déconnectée de l'appel à cause de différents problèmes techniques. Jemma avoue alors que l'histoire de Jack est inventée de toutes pièces. Les membres du groupe restants vont commencer à vivre des évènements étranges; le verre d'Emma se brise, la chaise d'Haley bouge grâce à une force invisible et Caroline voit un corps pendu dans son grenier.
Haley réussit à faire revenir Seylan dans l'appel et à lui expliquer les différents phénomènes qu'ils ont vécus. Seylan pense alors que la blague de Jemma a invoqué un esprit démoniaque qui a pris l'apparence de Jack et elle va leur donner les instructions pour terminer la séance. L'esprit interrompt ces instructions avec d'autres phénomènes et Seylan se retrouve, encore une fois, déconnectée de l'appel. L'esprit tue Caroline, en frappant à répétition son crâne contre son bureau, ainsi que Radina et son petit ami Alan en les faisant tomber d'une grande hauteur. Haley et Jemma se disputent et se rejettent la faute jusqu'à ce que Haley soit propulsée en hors-champ. Effrayée, Jemma se rend directement chez Haley pour vérifier qu'elle va bien. Teddy revient alors sur l'appel et se fait attaquer par l'esprit, qui a pris la forme d'un cadavre en décomposition. Il se fait assommer et bruler vif. Jenny meurt aussi lorsque l'esprit lui brise la nuque. Emma est la suivante à mourir après qu'elle a été violemment jetée de son balcon. 
Jemma arrive chez Haley mais se retrouve attaquée par l'esprit pendant que de nombreux phénomènes surnaturels se produisent autour d'elle. Elle réussit à trouver Haley, cachée sous son bureau, et elles tentent de s'enfuir de la maison en utilisant le flash d'un Polaroïd pour s'éclairer. L'esprit va alors les attaquer mais l'appel Zoom se termine.
Le film se termine par un générique représentant une liste de participants à l'appel Zoom qui laisse apparaître les noms de tous les gens ayant participé à la création du film.

## Distribution
- Haley Bishop : Haley
- Jemma Moore : Jemma
- Emma Louise Webb (VF : Lila Lacombe) : Emma
- Radina Drandova (VF : Lou Viguier) : Radina
- Caroline Ward (VF : Émilie Rault) : Caroline
- Allan Emrys : Alan
- Patrick Ward : le père de Caroline
- Edward Linard (VF : Fabrice Lelyon) : Teddy
- Jinny Lofthouse (VF : Sandrine Moaligou)  : Jinny
- Seylan Baxter (VF : Sylvie Ferrari) : Seylan
- Jack Brydon : Legs
- James Swanton : l'esprit

 Source et légende : version française (VF) sur RS Doublage

## Production
Host est basé sur une vidéo courte réalisée par Rob Savage au début de 2020. Cette vidéo montre Rob Savage qui enquête sur des bruits inquiétants provenant de son grenier pendant un appel Zoom. Il s'agit d'une blague car ses amis n'était pas au courant qu'un visage effrayant allait surgir à la caméra. Rob Savage décide de poster la vidéo en ligne et cette dernière va devenir virale,. Il décide alors d'étendre le format et l'idée sur un moyen-métrage.
Host a été filmé pendant le confinement et Rob Savage a donc dû diriger ses acteurs à distance, ils ont donc mis en place chacun les caméras, les lumières et les cascades. Les effets pratiques (faire bouger les portes, les chaises...) était aussi gérés par les acteurs. La conception et le tournage du film auront duré 12 semaines.

## Sortie
Host sort en exclusivité sur Shudder le 30 juillet 2020. Il fait sa première française au festival de Gerardmer en faisant partis des films en compétition.